# 서울구룡초등학교 축구부
서울구룡초등학교 축구부는 대한민국 서울특별시에 있는 초등학교 축구부이다. 

## 2024년 Hachi 2 리그 통합우승
마지막 경기에서 구룡초 승점 36점, 상대팀인 강서초는 37점으로 사실상 결승전을 함. 구룡초가 쉽게 강서초를 4:2로 이김. 14년만의 우승으로 윙, 미드필더, 그리고 포워드들이 좋았다. 구룡초의 센터백들은 전통적으로 자책골을 넣었다. 물론 예외는 있었다. . . .  24년도에는 센터백들의 자책골들은 모두 결승골이 되었다. 하지만 구룡초는 이런 일에도 불구하고 공격들이 잘해 우승이 가능했다.

## 참고 자료
- “KFA 통합경기정보 시스템”. 대한축구협회.

## 같이 보기
- 서울구룡초등학교